# Jan Oraniec
Jan Oraniec (ur. 19 października 1954 w Ożarowie) – polski polityk, związkowiec, poseł na Sejm III kadencji.

## Życiorys
Z wykształcenia technik mechanik, ukończył Technikum Mechaniczne w 1976.
W latach 90. był przewodniczącym NSZZ „Solidarność” w Cementowni Ożarów i radnym gminnym.
W latach 1997–2001 sprawował mandat posła na Sejm III kadencji, wybranego z listy krajowej Akcji Wyborczej Solidarność. Reprezentował NSZZ „S”, w 1998 wszedł w skład władz krajowych utworzonej z inicjatywy Lecha Wałęsy Chrześcijańskiej Demokracji III RP. W 2001 bez powodzenia ubiegał się o reelekcję z poparciem ZChN. W 2003 współtworzył Republikańską Partię Społeczną. Po odejściu z parlamentu zajął się prowadzeniem własnej działalności gospodarczej. W 2011 zainicjował referendum w sprawie odwołania wójta gminy Tarłów (przeprowadzone bez powodzenia w 2012). W 2014 sam kandydował na wójta (z ramienia komitetu Rozsądny Wybór), zajmując przedostatnie, 4. miejsce.